# Haus Bätjer
Das  Haus Bätjer befindet sich in Bremen, Stadtteil Horn-Lehe, Ortsteil Lehe, Leher Heerstraße 16. Es entstand bis 1904 nach Plänen von Hugo Wagner. 
Das Gebäude steht seit 1996 unter Bremer Denkmalschutz.

## Geschichte
Das eingeschossige, verputzte Landhaus mit einem Krüppelwalm, sowie dem zweigeschossigen Mittelteil mit einer Terrasse im Obergeschoss wurde 1904 in der Epoche der Jahrhundertwende im Reformstil für den Kaufmann Albert Bätjer (1848–1909) gebaut. 
Heute (2018) wird das Haus als Wohnhaus genutzt. 